# El Loco
El Loco je sedmé studiové album americké blues rockové hudební skupiny ZZ Top, vydané v roce 1981. Album produkoval jejich manažer a stálý producent Bill Ham.

## Seznam skladeb
Všechny skladby napsal(i) Billy Gibbons, Dusty Hill a Frank Beard. 
| Pořadí         | Název                    | Délka |
| -------------- | ------------------------ | ----- |
| 1.             | Tube Snake Boogie        | 3:03  |
| 2.             | I Wanna Drive You Home   | 4:44  |
| 3.             | Ten Foot Pole            | 4:19  |
| 4.             | Leila                    | 3:13  |
| 5.             | Don’t Tease Me           | 4:20  |
| 6.             | It’s So Hard             | 5:12  |
| 7.             | Pearl Necklace           | 4:02  |
| 8.             | Groovy Little Hippie Pad | 2:40  |
| 9.             | Heaven, Hell or Houston  | 2:32  |
| 10.            | Party on the Patio       | 2:49  |
| Celková délka: | Celková délka:           | 36:53 |

## Sestava
- Billy Gibbons – kytara, zpěv
- Dusty Hill – baskytara, klávesy, zpěv
- Frank Beard – bicí, perkuse